# Halowe Mistrzostwa Europy w Lekkoatletyce 1985 – bieg na 60 m kobiet
Bieg na 60 metrów kobiet – jedna z konkurencji biegowych rozgrywanych podczas halowych lekkoatletycznych mistrzostw Europy w  hali Stadion Pokoju i Przyjaźni w Pireusie. Eliminacje, półfinały i bieg finałowy zostały rozegrane 3 marca 1985. Zwyciężyła reprezentantka Holandii Nelli Cooman. Tytułu zdobytego na poprzednich mistrzostwach nie broniła Beverly Kinch z Wielkiej Brytanii.

## Rezultaty

### Eliminacje
Rozegrano 4 biegi eliminacyjne, do których przystąpiło 19 biegaczek. Awans do półfinałów dawało zajęcie jednego z pierwszych dwóch miejsc w swoim biegu (Q). Skład półfinałów uzupełniły cztery zawodniczki z najlepszym czasem wśród przegranych (q).
Opracowano na podstawie materiału źródłowego.
Bieg 1
| Miejsce | Zawodniczka          | Czas | Uwagi |
| ------- | -------------------- | ---- | ----- |
| 1       | Marlies Göhr         | 7,28 | Q     |
| 2       | Elżbieta Tomczak     | 7,38 | Q     |
| 3       | Christelle Bulteau   | 7,44 | q     |
| 4       | Sølvi Olsen          | 7,64 |       |
| 5       | Maria Virginia Gomes | 7,65 |       |
| 6       | Marula Lambru-Teloni | 7,69 |       |

Bieg 2
| Miejsce | Zawodniczka     | Czas | Uwagi |
| ------- | --------------- | ---- | ----- |
| 1       | Els Vader       | 7,25 | Q     |
| 2       | Silke Gladisch  | 7,30 | Q     |
| 3       | Daniela Ferrian | 7,49 | q     |
| 4       | Resi März       | 7,51 |       |
| 5       | Maria Fernström | 7,69 |       |

Bieg 3
| Miejsce | Zawodniczka    | Czas | Uwagi |
| ------- | -------------- | ---- | ----- |
| 1       | Nelli Cooman   | 7,21 | Q     |
| 2       | Eva Murková    | 7,40 | Q     |
| 3       | Lourdes Valdor | 7,48 | q     |
| –       | Saša Kranjc    | DNF  |       |

Bieg 4
| Miejsce | Zawodniczka        | Czas | Uwagi |
| ------- | ------------------ | ---- | ----- |
| 1       | Heather Oakes      | 7,30 | Q     |
| 2       | Krasimira Penczewa | 7,41 | Q     |
| 3       | Teresa Rioné       | 7,47 | q     |
| –       | Sabine Seitl       | DNF  |       |

### Półfinały
Rozegrano 2 biegi półfinałowe, w których wystartowało 12 biegaczek. Awans do finału dawało zajęcie jednego z trzech pierwszych miejsc w swoim biegu (Q).
Opracowano na podstawie materiału źródłowego.
Bieg 1
| Miejsce | Zawodniczka        | Czas | Uwagi |
| ------- | ------------------ | ---- | ----- |
| 1       | Marlies Göhr       | 7,18 | Q     |
| 2       | Els Vader          | 7,25 | Q     |
| 3       | Heather Oakes      | 7,27 | Q     |
| 4       | Krasimira Penczewa | 7,33 |       |
| 5       | Teresa Rioné       | 7,40 |       |
| 6       | Daniela Ferrian    | 7,42 |       |

Bieg 2
| Miejsce | Zawodniczka        | Czas | Uwagi |
| ------- | ------------------ | ---- | ----- |
| 1       | Nelli Cooman       | 7,17 | Q     |
| 2       | Silke Gladisch     | 7,20 | Q     |
| 3       | Elżbieta Tomczak   | 7,30 | Q     |
| 4       | Eva Murková        | 7,32 |       |
| 5       | Christelle Bulteau | 7,37 |       |
| 6       | Lourdes Valdor     | 7,51 |       |

### Finał
Opracowano na podstawie materiału źródłowego.
| Miejsce | Zawodniczka      | Czas |
| ------- | ---------------- | ---- |
| 1       | Nelli Cooman     | 7,10 |
| 2       | Marlies Göhr     | 7,13 |
| 3       | Heather Oakes    | 7,22 |
| 4       | Silke Gladisch   | 7,24 |
| 5       | Els Vader        | 7,25 |
| 6       | Elżbieta Tomczak | 7,30 |